# مارسلو اودربرچت
مارسلو اودربرچت (انگلیسی: Marcelo Odebrecht) کارآفرین، بازرگان و مدیر ارشد اجرایی برزیلی است، که در حال حاضر به‌عنوان مدیرعامل شرکت اودربرچت فعالیت می‌کند.